# Brachycerodesmus tarmaensis
Brachycerodesmus tarmaensis är en mångfotingart som beskrevs av Kraus 1959. Brachycerodesmus tarmaensis ingår i släktet Brachycerodesmus och familjen Fuhrmannodesmidae. Inga underarter finns listade i Catalogue of Life.